# Довгерд
Довгерд (Даугерутэ; нем. Daugeruthe; лит. Daugėrutis, Daugerutis, Daugirutis; Dangerutis; ? — 1213 или 1214 год, крепость Венден Ордена меченосцев) — литовский предводитель (potentior) до установления династии Миндовга, известный благодаря «Хронике Ливонии».

## Упоминания в источниках
Впервые упоминается под 1209 годом в «Хронике Ливонии» Генриха Латвийского, по сведениям которого, являлся «одним из наиболее могущественных литовцев». Тесть (отец жены) и союзник Всеволода Герсикского. В 1213 г. Довгерд ездил в Великий Новгород с целью заключить мирный союз. В новгородских летописях его имя не упоминается. На обратном пути Довгерд был схвачен тевтонцами и погиб в заключении. По мнению В. Л. Носевича, Довгерд мог быть отцом Миндовга, которого Ливонская старшая рифмованая хроника называет könig gros — великим королём литвы.